# 科扎奇亞爾
47°40′45″N 30°15′41″E / 47.67917°N 30.26139°E
科扎奇-亞爾（烏克蘭語：Козачий Яр）是位於烏克蘭西南部的村莊，由敖德萨州波季利斯克区的柳巴希夫卡市鎮負責管轄。該村始建於1780年，面積1.05平方公里，海拔高度70米，2001年人口242，人口密度每平方公里229.8人。